# Tulipa akamasica
Tulipa akamasica — вид квіткових рослин з родини лілієвих (Liliaceae). Ендемік Кіпру. 
Цей вид є ендеміком Кіпру, де, як відомо, він зустрічається лише в одному місці на півострові Акамас на заході Кіпру. Єдина відома популяція знаходиться на 370 м над рівнем моря. Зустрічається у відносно глибоких ґрунтах на схилі, що складається з серпентинів верхньої крейди.

## Загрози й охорона
Через неконтрольований надмірний випас кіз, частина відомої популяції була огороджена з 1990-х років (близько 300 м2); популяція поза огородженою територією була майже знищена, і лише кілька рослин вижили, щоб виробляти квіти, тому терміново потрібні подальші заходи захисту. Вид був оцінений на Кіпрі як перебуває під загрозою зникнення (CR B1ab(iii,v)+2ab(iii,v)).